# Junta de Damas de Honor y Mérito
Junta de Damas de Honor y Mérito eller Junta de Damas de Honor y Mérito de la Sociedad Económica de Amigos del País de Madrid, kunglig spansk filantropisk kvinnoförening, grundad 1787. 
Föreningen grundades av kung Karl III av Spanien och invigdes i oktober 1787. Den grundades som en kvinnlig motsvarighet till Real Sociedad Económica Matritense de Amigos del País, som hade grundades tolv år tidigare men riktade sig till män. Real Sociedad hade stor prestige och betraktades som ett organ för upplysningstiden i Spanien, och det fanns en önskan att även kvinnor skulle kunna delta aktivt i upplysningen för samhällets bästa, vilket var en anledning till grundandet av Junta de Damas. Dess syfte var att stödja och initiativ till utbildning, arbete och prestationer för samhällets bästa. Det fick bland annat uppdrag att inspektera skolor och barnhem. 